# پیمانکار (فیلم ۲۰۲۲)
پیمانکار (به انگلیسی: The Contractor) یک فیلم اکشن دلهره‌آور و اولین فیلم انگلیسی زبان طارق صالح است. ستارگان این فیلم، کریس پاین، بن فاستر و جیلیان جیکوبز هستند. فیلمبرداری در اروپا از جمله فورت براگ در اکتبر ۲۰۱۹ آغاز شد و در پایان سال ۲۰۱۹ فیلمبرداری به پایان رسید.
پیمانکار در تاریخ ۱ آوریل ۲۰۲۲ توسط پارامونت پیکچرز در سینماها و بر حسب تقاضا در ایالات متحده اکران شد. این فیلم نقدهای متفاوتی از سوی منتقدان دریافت کرد و با بودجه ۴۰ تا ۵۰ میلیون دلاری در سراسر جهان ۲ میلیون دلار فروخت و تبدیل به یک بمب گیشه شد.

## داستان
جیمز رید (پاین) به دلیل استفاده از داروهای مسکن از نیروی ویژه اخراج می‌شود و برای حمایت از خانواده اش مجبور است به یک سازمان پیمانکار نظامی بپیوندد. رید با تیم زبده خود به لهستان سفر می‌کند تا روی یک تهدید مرموز تحقیق کند. در همان ابتدا، در اروپای شرقی تنها می‌ماند و باید برای بقا بجنگد تا بتواند به خانه برگردد، و انگیزه‌های واقعی کسانی را فاش کند که به او خیانت کردند.

## بازیگران
- کریس پاین در نقش جیمز هارپر
- بن فاستر در نقش مایک
- جیلیان جیکوبز در نقش بریانه
- ادی مارسن در نقش ویرجیل
- جی دی پاردو در نقش اریک
- کیفر ساترلند در نقش راستی
- فلوریان مانتنو در نقش کاف‌من
- نینا هوس در نقش کتیا
- آمیرا کاسار در نقش سیلوی
- فارس فارس در نقش سلیم
- متیو مارش